# College Attitude
Pour plus de détails, voir Fiche technique et Distribution.
College Attitude ou Un baiser, enfin ! au Québec (Never Been Kissed) est un film américain réalisé par Raja Gosnell, sorti en 1999. Sur un scénario écrit par Abby Kohn et Marc Silverstein, le film met en scène Drew Barrymore dans le rôle d'une jeune secrétaire de rédaction du Chicago Sun-Times peu sure d'elle qui est chargée de se faire passer pour une élève dans un lycée pour les besoins d'un reportage sur la jeunesse, quitte à faire ressurgir les souvenirs douloureux de son adolescence, tout en découvrant l'amour pour la première fois. Les autres rôles notables sont tenus par Michael Vartan, David Arquette, Molly Shannon, John C. Reilly et Leelee Sobieski.
Le film marque une étape importante dans la carrière de Drew Barrymore, puisqu'elle fait ses débuts de productrice avec sa société de production Flower Films. Distribué par la 20th Century Fox, College Attitude connaît à sa sortie un accueil critique mitigé, tout en saluant la prestation de Barrymore, mais obtient un succès commercial au box-office, devenant par la suite un film culte.

## Synopsis
Josie Geller (Drew Barrymore), 25 ans, est la plus jeune secrétaire de rédaction du Chicago Sun-Times, elle est pleine de talent mais manque encore de qualités journalistiques, et notamment d'expérience sur le terrain pour devenir grand reporter. Très investie dans son travail, Josie a une vie sentimentale inexistante et consacre son temps libre à la broderie. Un jour, son patron décide de l'envoyer faire un reportage sur la vie des élèves de dernière année dans un lycée. Pour celle dont la propre scolarité n'a pas rimé avec popularité (elle était notamment surnommée « Josie Grosse Truie »), cette enquête relève du défi mais va également lui permettre de s'épanouir. Qui n'a pas rêvé d'une seconde chance ?
Mais être « infiltrée » à 25 ans dans un lycée s'avère une mission bien périlleuse pour Josie qui va devoir choisir entre amour et carrière...

## Fiche technique

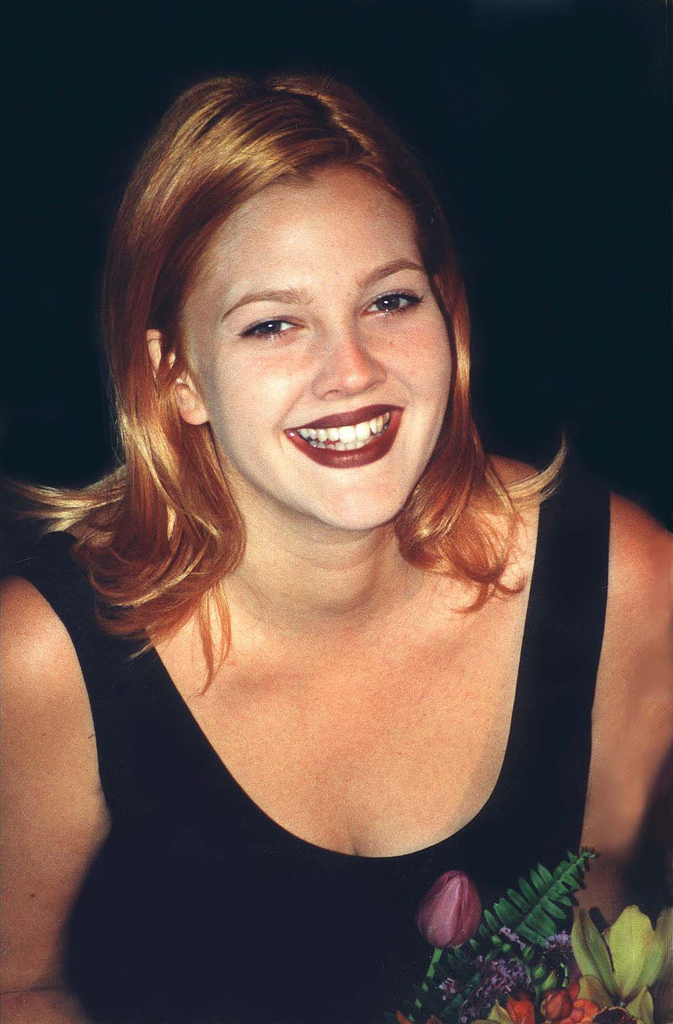
Drew Barrymore, actrice principale, fait ses débuts de productrice avec ce film.

- Titre original : Never Been Kissed
- Titre français : College attitude
- Titre québécois : Un baiser, enfin !
- Réalisation : Raja Gosnell
- Scénario : Abby Kohn et Marc Silverstein
- Musique : David Newman
- Direction artistique : William Hiney
- Décors : Steven J. Jordan
- Costumes : Mona May
- Photographie : Alex Nepomniaschy
- Son : Keith A. Wester
- Montage : Debra Chiate et Marcelo Sansevieri
- Production : Sandy Isaac et Nancy Juvonen
- Co-production : Jeffrey Downer
- Production déléguée : Drew Barrymore
- Sociétés de production : Fox 2000 Pictures, Flower Films et Bushwood Pictures
- Sociétés de distribution : 20th Century Fox (États-Unis), UGC Fox Distribution (France)
- Budget: 25 millions $[1]
- Pays de production :  États-Unis
- Langue originale : anglais
- Format : couleur (DeLuxe) — 35 mm — 2,35:1 (Panavision) — son Dolby Digital
- Genre : comédie romantique
- Durée : 107 minutes
- Dates de sortie :
  - États-Unis et Canada : 9 avril 1999
  - France : 14 juillet 1999
  - Belgique : 29 septembre 1999

## Distribution
- Drew Barrymore (VF : Virginie Méry ; VQ : Christine Bellier) : Josie Geller
- Michael Vartan (VF : Joël Zaffarano ; VQ : Daniel Picard) : Sam Coulson, le professeur de littérature
- David Arquette (VF : Jean-Pierre Michaël ; VQ : Sébastien Dhavernas) : Robert Geller, le frère de Josie
- Molly Shannon (VF : Isabelle Ganz ; VQ : Marie-Andrée Corneille) : Anita Olesky
- Leelee Sobieski (VF : Véronique Picciotto ; VQ : Violette Chauveau) : Aldys Martin, la chef des Dénominateurs
- Jeremy Jordan (VF : Cédric Dumond ; VQ : Hugolin Chevrette) : Guy Perkins (Mark dans la version française)
- John C. Reilly (VF : Philippe Catoire ; VQ : Alain Zouvi) : Augustus Strauss
- Garry Marshall (VF : Jean Fontaine) : James Rigfort
- Marley Shelton (VQ : Sophie Léger) : Kristin Davis
- Jessica Alba (VQ : Charlotte Bernard) : Kirsten Liosis
- Jordan Ladd (VQ : Camille Cyr-Desmarais) : Gibby Zerefski
- Sean Whalen (VF : William Coryn ; VQ : Daniel Lesourd) : Merkin Burns
- James Franco : Jason Way
- Cress Williams (VQ : Denis Mercier) : George
- Octavia Spencer : Cynthia
- Sarah DeVincentis : Rhoda
- Giuseppe Andrews : un Dénominateur
- Branden Williams : Thomas Salomme (Tommy)
- Tracy Reiner : une fan au match de baseball
- Phil Hawn : le cameraman TV
- Kevin Scott Greer : un étudiant
- Marissa Jaret Winokur : Sheila

Source et légende : version française (VF) et version québécoise (VQ)

## À propos du film
- Pendant la scène où Josie et Aldys discutent sur le terrain de football, la fanfare joue l'air du générique des Simpsons.

## Sortie et accueil

### Réception critique
Le film obtient un accueil mitigé de la part des critiques professionnelles dans les pays anglophones, obtenant un taux d'approbation de 55% sur le site Rotten Tomatoes, pour 89 critiques collectées et une moyenne de 5,7⁄10. Le site note dans son consensus que « la satire de lycée non originale et banale ajoute peu au genre ». Le critique de cinéma Roger Ebert se montre moins sévère et lui attribue 3 étoiles sur 4, notant que « le scénario du film est artificiel et pas d'une originalité aveuglante, mais Barrymore l'illumine d'ensoleillement et crée un personnage adorable ». En France, le long-métrage est mal reçu par la presse, obtenant une moyenne de 2,1⁄5 pour 7 critiques.
Par la suite, College Attitude a obtenu le statut de film culte,,,,,,.

### Sortie du film et box-office
| Pays ou région | Box-office      | Date d'arrêt du box-office | Nombre de semaines |
| -------------- | --------------- | -------------------------- | ------------------ |
| États-Unis     | 55 474 756 $    | 27 août 1999               | 21                 |
| France         | 192 293 entrées | —                          | —                  |
| Total mondial  | 84 565 230 $    | —                          | —                  |

Le film sort en salles le 9 avril 1999 aux États-Unis dans 2 455 salles, une semaine après sa présentation en avant-première à Hollywood. Pour son premier week-end d'exploitation, le long-métrage prend la deuxième place du box-office américain derrière Matrix, sorti la semaine précédente, avec 11 836 707 $ de recettes, soit une moyenne de 4 821 $ par salles. Bien qu'il connaisse une baisse de fréquentation assez modéré, College Attitude parvient à se maintenir à la troisième place lors des deux week-ends suivants, pour un total de 31 012 917 $ de recettes depuis sa sortie et reste dans le top 10 hebdomadaire jusqu'à sa dixième semaine en salles avec un cumul de 51 944 231 $ depuis le début de son exploitation. Le film reste en salles jusqu'au 27 août 1999 après vingt-et-une semaine d'exploitation en salles avec un résultat de 55 474 756 $ de recettes engrangées depuis sa sortie,, ce qui est un succès commercial au vu de son budget de production de 25 000 000 $.
À l'international, les recettes atteignent 29 090 474 $, portant le total à 84 565 230 $ au box-office mondial. Il totalise 1 122 630 entrées au Royaume-Uni, 627 303 entrées en Allemagne, 390 962 entrées en Espagne et 192 293 entrées en France.

## Distinctions
Sauf indication contraire, les informations mentionnées dans cette section peuvent être confirmées par la base de données cinématographiques IMDb,  présente dans la section « Liens externes ».

### Récompenses
- Blockbuster Entertainment Awards 2000 : 
  - Meilleure actrice dans une comédie ou une romance pour Drew Barrymore
  - Meilleur acteur dans un second rôle dans une comédie ou une romance pour David Arquette

### Nominations
- YoungStar Awards 1999 : 
  - Meilleure performance d'une jeune actrice dans un film de comédie pour Leelee Sobieski
- Teen Choice Awards 1999 : 
  - Meilleure comédie
  - Meilleure actrice dans un film de comédie pour Drew Barrymore
- American Comedy Awards 2000 : Actrice la plus drôle dans un film (Rôle principal) pour Drew Barrymore
- Kids' Choice Awards 2000 : Actrice préférée pour Drew Barrymore
- MTV Movie Awards 2000 : 
  - Meilleure performance féminine pour Drew Barrymore
  - Meilleur baiser pour Drew Barrymore et Michael Vartan
- Young Artist Awards 2000 : Meilleur long métrage familial – Comédie